# Dino Pita
Pour les articles homonymes, voir Pita.
Dino Pita, né le 20 septembre 1988, à Foča, en Yougoslavie (désormais Bosnie-Herzégovine), est un joueur suédois de basket-ball. Il évolue au poste de meneur.